# عملیات باغ میوه

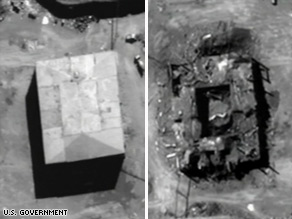
تصویری از عملیات باغ میوه توسط اسرائیل در سوریه

عملیات باغ میوه (به انگلیسی: Operation Orchard) به حمله هوایی ارتش اسرائیل به منطقه دیر الزّور سوریه در تاریخ ۶ سپتامبر ۲۰۰۷ گفته می‌شود که در طی آن مجتمعی که طی ادعای سازمان سیا برای مقاصد هسته‌ای نظامی ساخته شده بود، منهدم شد.
اسکادران ۶۹ نیروی هوایی اسرائیل این حمله را به اجرا رساند و در آن از هواپیماهای اف-۱۶ فالکن و اف-۱۵ ایگل استفاده نمود.
در نخستین واکنش مقامات سوریه به این حمله، آن‌ها مدعی شدند که هواپیماهای اسرائیل بمبهای خود را به نوعی در صحرا رها کرده‌اند و در آنجا هیچگونه تأسیسات استراتژیکی وجود نداشته.
در اظهاراتی که بشار اسد، رئیس‌جمهور سوریه در ۲۷ آوریل ۲۰۰۸ بیان کرد: «چطور ممکن است سوریه مرکزی هسته‌ای را بدون هیچگونه پدافند ضدهوایی در کشورش تأسیس کند؟ چطور ممکن است سوریه مرکز هسته‌ای‌اش را در محیطی آسیب‌پذیر همچون بیابان بنا کند؟»
در فاصله دو روز پس از حمله خبرهایی از وجود بقایای سقوط یک هواپیمای سوخت‌رسان اسرائیلی در استان غازی عینتاب ترکیه از رسانه‌های ترکیه‌منتشر شده بود؛ که بعدها مشخص شد مربوط به مخازن سوخت تطبیقی جنگنده اف ۱۶ می‌باشد که جنگنده آنرا پس از اتمام ذخیره سوخت رها می‌کند.
این حمله که طی آن جنگنده‌های اسرائیل با طی مسیر طولانی در خاک سوریه تا نزدیکی مرز عراق در شمال سوریه پرواز کردند با استفاده کسترده ای از جنگ الکترونیک همراه بود که باعث عدم وقوع کمترین واکنشی از سوی پدافند سوریه شد.
در نمونه‌برداری که بعد از این عملیات توسط بازرسان آژانس بین‌المللی انرژی هسته‌ای از منطقه بعمل آمد، علائمی بر تأیید وجود اورانیوم در منطقه اثبات شد.
منابع غیررسمی از همکاری کره شمالی با سوریه در ساخت این مرکز هسته‌ای خبر می‌دهند. همچنین روزنامه نویه‌تسورشه تسایتونگ آلمان در مارس ۲۰۰۹ مدعی شد که اسرائیل با استفاده از اطلاعاتی که در بازجویی از علیرضا عسگری بدست آورده توانسته به وجود این مرکز پی ببرد.